# Pieter Hendrik Schoute
Pieter Hendrik Schoute (1846-1913) va ser un matemàtic neerlandès conegut pels seus treballs sobre els polítops regulars.

## Vida i Obra
Fill d'una família d'industrials de la xocolata, Schoute va estudiar al Politècnic de Delft en el qual es va graduar com enginyer el 1867. Després va anar a la universitat de Leiden per estudiar matemàtiques i s'hi va doctorar el 1870. A partir de 1871 va donar classes en instituts de secundària de Nimega i La Haia, fins que el 1881 va ser nomenat professor de geometria de la universitat de Groningen en la que va romandre fins a la seva mort. També va ser editor del Nieuw Archief voor Wiskunde a partir de 1898.
A partir de 1886 va ser membre de la Reial Acadèmia Neerlandesa d'Arts i Ciències.
El 1894, Schoute va descriure per mètodes analítics les seccions centrals tridimensionals de quatre polítops regulars quadridimensionals. Aquest treball va rebre l'atenció de la filla de George Boole, Alicia Boole Stott, amb qui va iniciar una col·laboració que va durar fins a la seva mort, combinant l'habilitat de Boole Stott en visualitzar la geometria en quatre dimensiones amb els mètodes analítics de Schoute.
Els seus llibres de 1902 i 1905, Mehrdimensionale Geometrie (Geometria Multidimensional) (en dos volums) ja contenien una exposició sistemàtica, tan de la geometria analítica com de la sintètica, de l'espai euclidià n-dimensional.